# Pont des Tanneurs

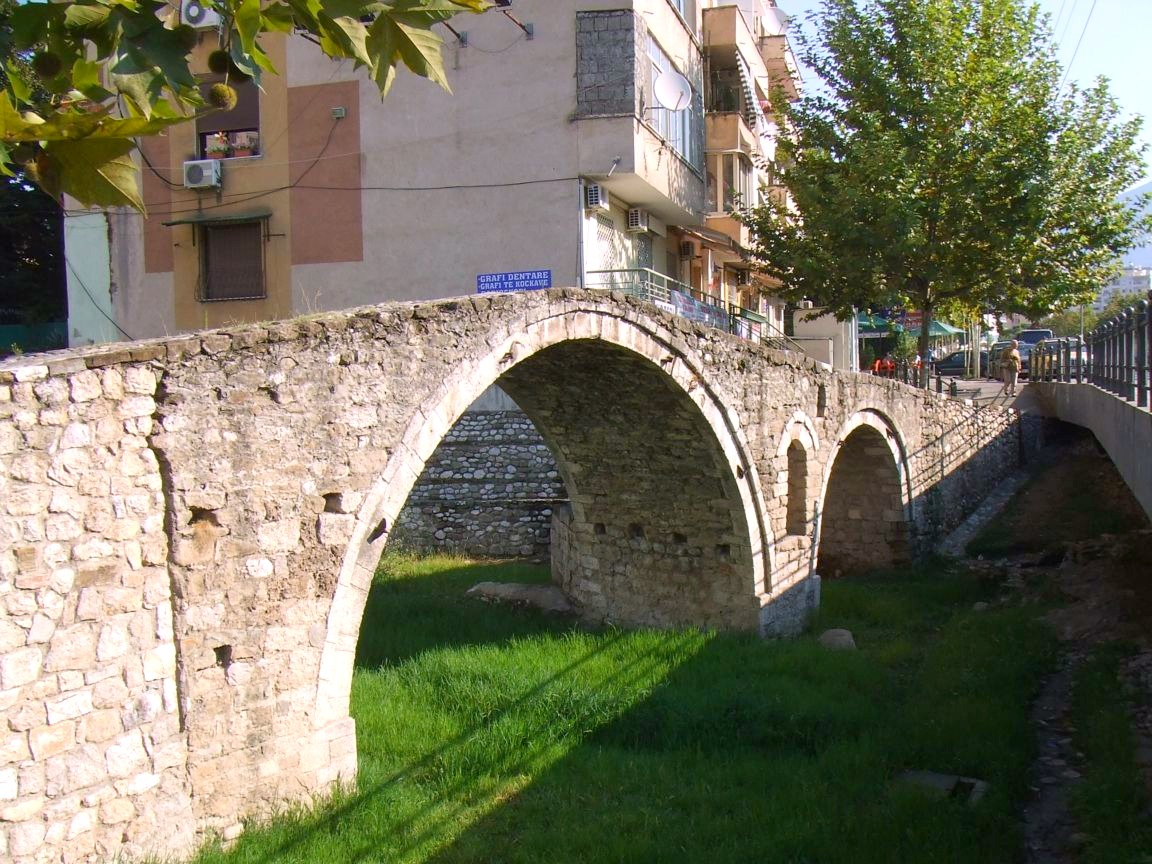
Le pont des tanneurs

Le pont des tanneurs (en albanais Ura e Tabakëve) est un pont de pierre piétonnier de la capitale albanaise Tirana, datant du XVIIIe siècle, époque où cette région était sous domination ottomane. Cet ouvrage, situé à proximité de la mosquée des tanneurs et traversant la rivière Lana faisait auparavant partie de l'axe de la route Saint-Georges reliant Tirana aux hautes terres de l'est de l'Albanie. Un ensemble d'échoppes de bouchers et de tanneries s'était constitué autour du pont. L'ouvrage a été abandonné lorsque les eaux du Lanë ont été détournées dans les années 1930. Au cours des années 1990, le pont des tanneurs a été restauré et rouvert à la circulation piétonne. Il fait désormais partie du circuit touristique de Tirana.

## Histoire

### DuXVIIIesiècleaux années 1930
Le pont des tanneurs était l'un des maillons de l'axe reliant Tirana à Debar via Priskë e Madhe, Qafe Priskë, Domje, Shëngjergj, Bizë, Martanesh et Zerqan. Grâce à cette route, les paysans des hautes-terres pouvaient acheminer leur bétail jusqu'à Tirana. Le nom du pont provient du terme tabakë qui désigne à la fois tanneurs et bouchers. Ce terme servait à désigner l'ensemble de l'axe à l'intérieur de la ville, soit la Rruga e Tabakëve (français : route des tanneurs). Dans les années 1930, la rivière Lanë dont le pont permettait le franchissement a été détournée, l'utilité du pont a donc disparu.